# Spoorlijn Niversac - Agen
De spoorlijn Niversac - Agen is een  Franse spoorlijn van Saint-Laurent-sur-Manoire naar Agen. De lijn is 140,3 km lang en heeft als lijnnummer 631 000.

## Geschiedenis
De lijn werd geopend door de Compagnie du chemin de fer de Paris à Orléans op 3 augustus 1863. 

## Treindiensten
De SNCF verzorgt het personenvervoer op dit traject met TER treinen.
| Serie | Treinsoort | Route                                              | Bijzonderheden |
| ----- | ---------- | -------------------------------------------------- | -------------- |
| D 33  | TER (SNCF) | Bordeaux-Saint-Jean – Libourne – Bergerac – Sarlat |                |
| L 33  | TER (SNCF) | Bordeaux-Saint-Jean – Libourne – Bergerac – Sarlat |                |
| L 34  | TER (SNCF) | Périgueux – Le Buisson – [ Sarlat ] / [ Agen ]     |                |

Tot het einde van de jaren 90 van de 20e eeuw reed op het traject de nachttrein van Parijs-Austerlitz naar station Agen.

## Aansluitingen
In de volgende plaatsen is of was er een aansluiting op de volgende spoorlijnen:
Niversac
RFN 621 000, spoorlijn tussen Coutras en Tulle
Le Buisson
RFN 629 000, spoorlijn tussen Libourne en Le Buisson
Siorac-en-Périgord
RFN 628 000, spoorlijn tussen Siorac-en-Périgord - Cazoulès
Monsempron-Libos
RFN 632 000, spoorlijn tussen Monsempron-Libos en Cahors
Penne
RFN 634 000, spoorlijn tussen Penne-d'Agenais en Tonneins
Cazoulès
RFN 640 000, spoorlijn tussen Bordeaux-Saint-Jean en Sète-Ville

## Galerij

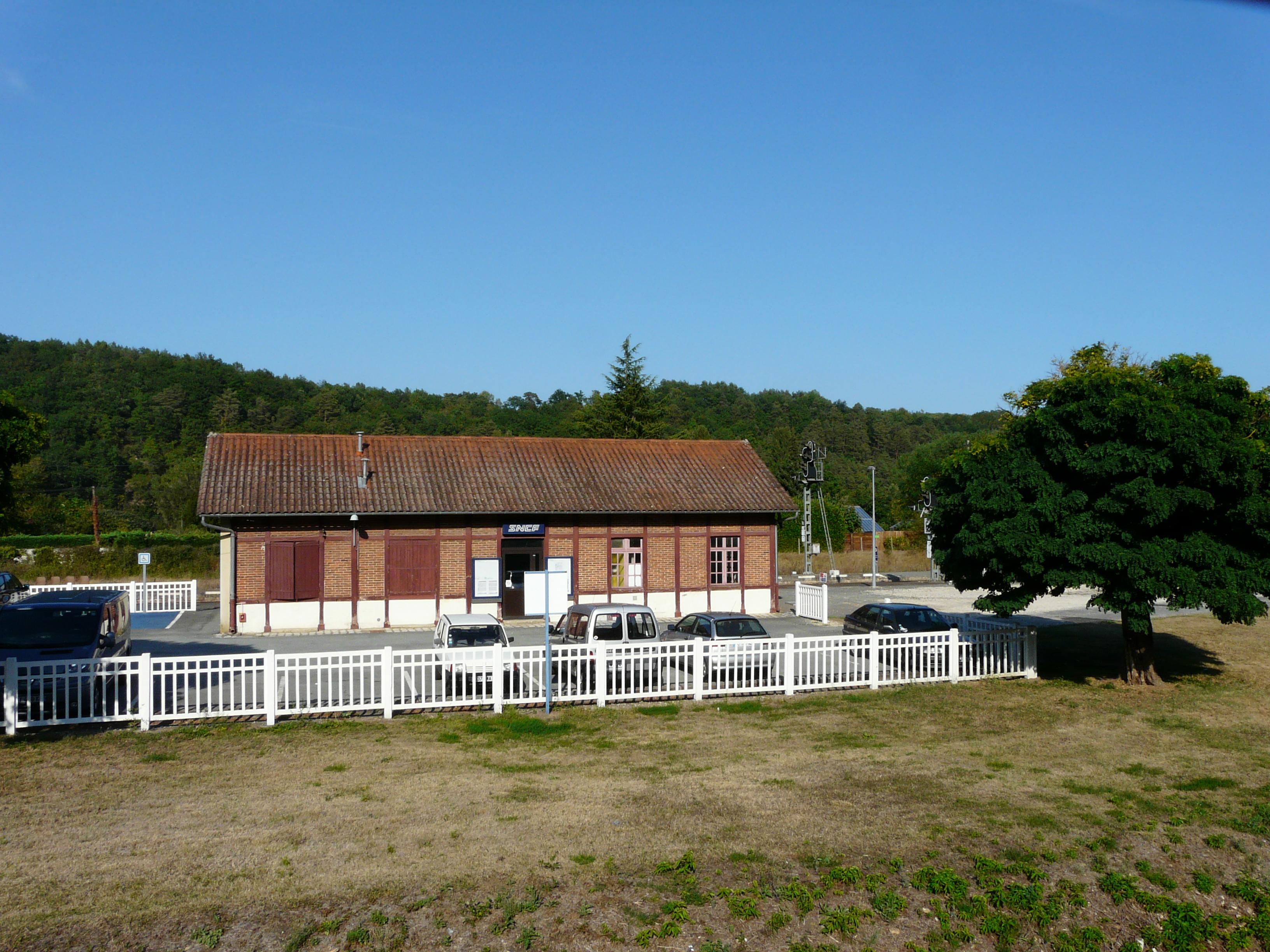
Station Niversac.
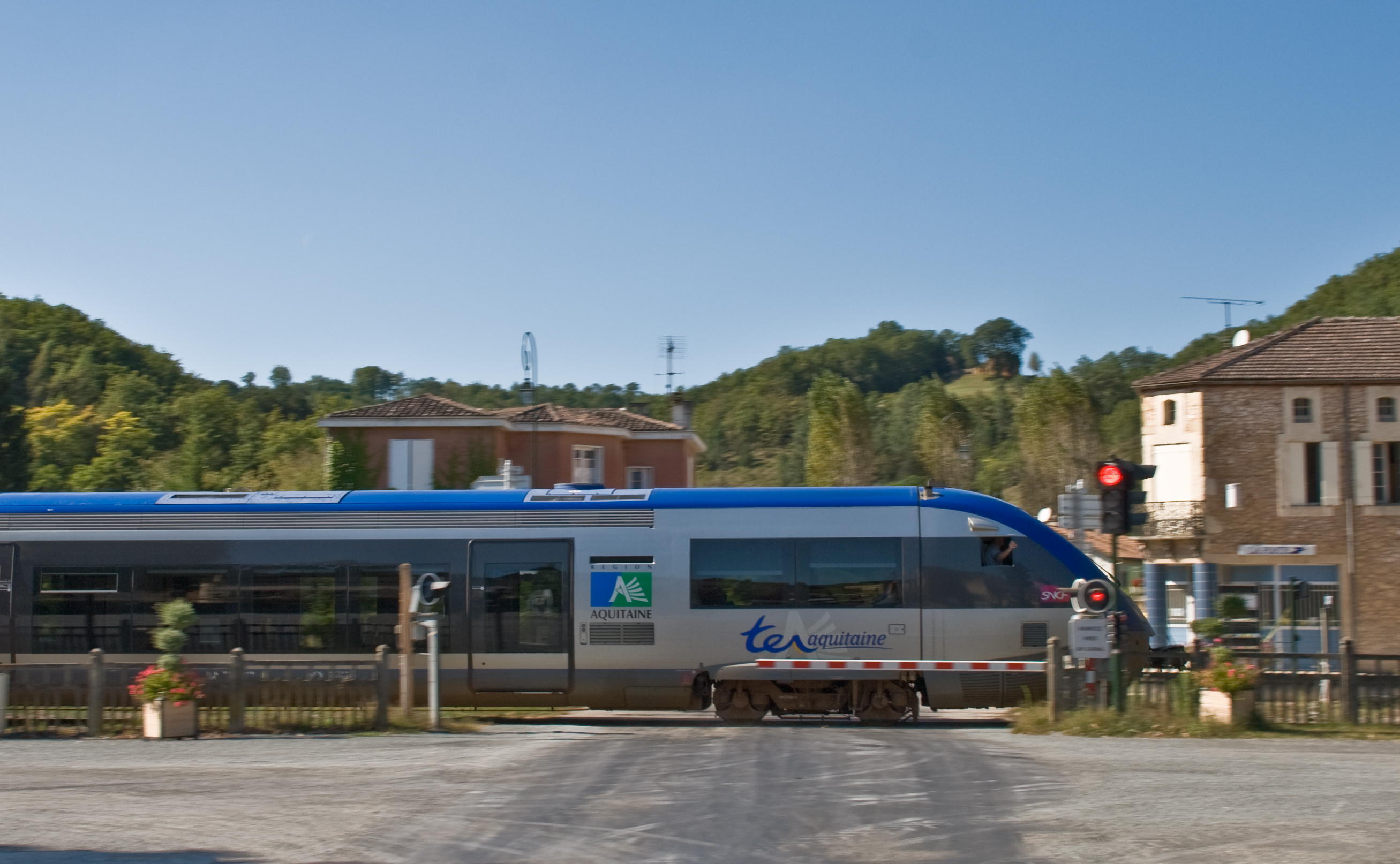
Trein bij Sauveterre-la-Lémance.
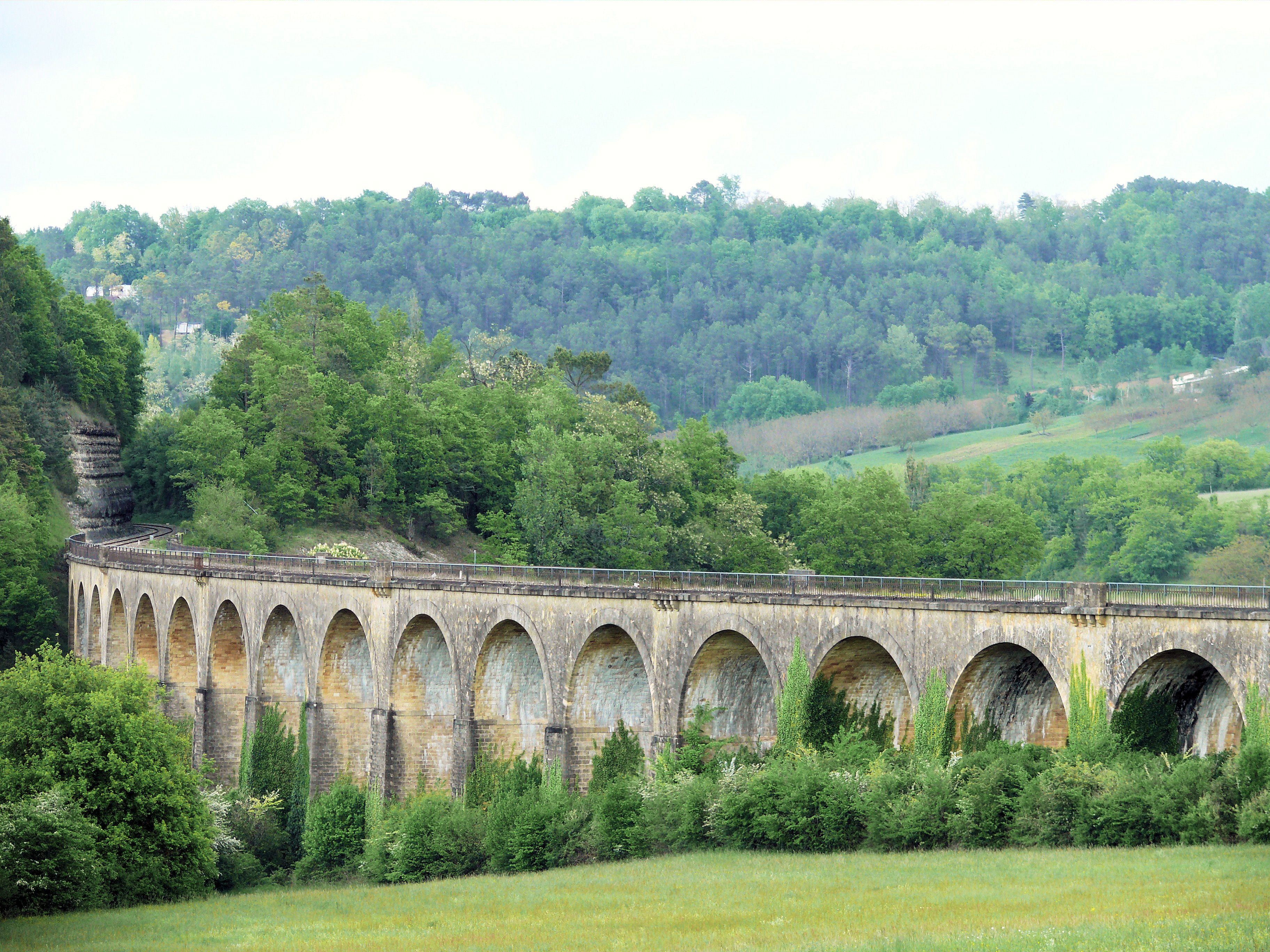
Viaduc de Larzac.
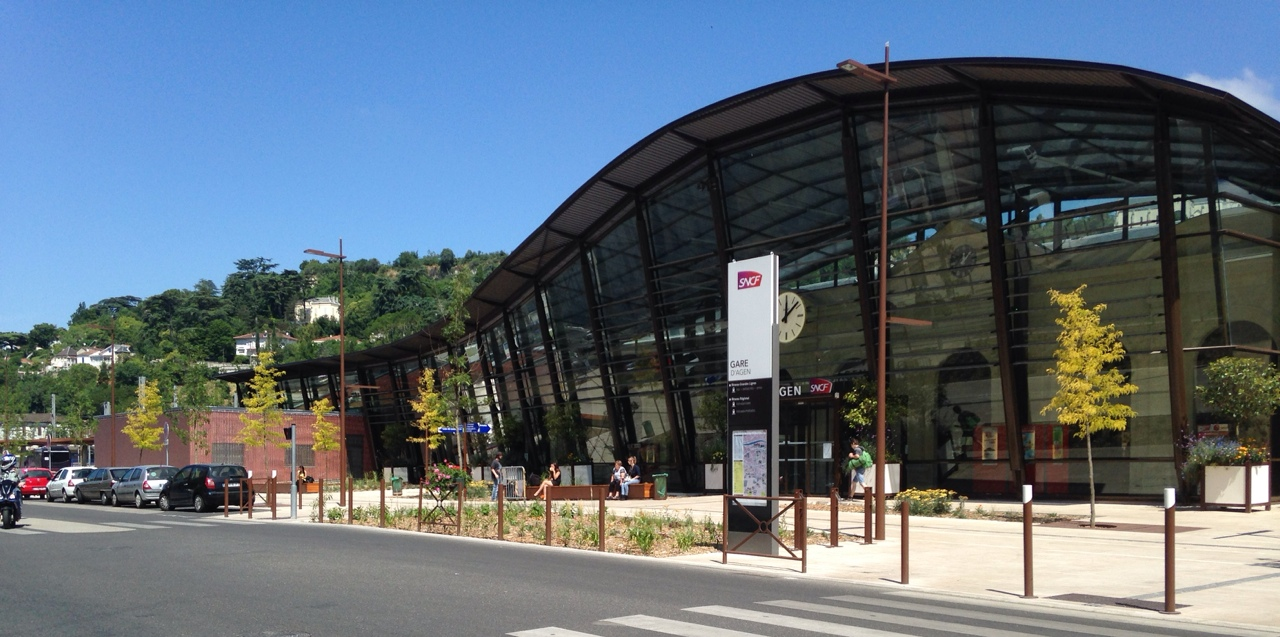
Station Agen.